# Plafond (architecture)
Pour les articles homonymes, voir Plafond.

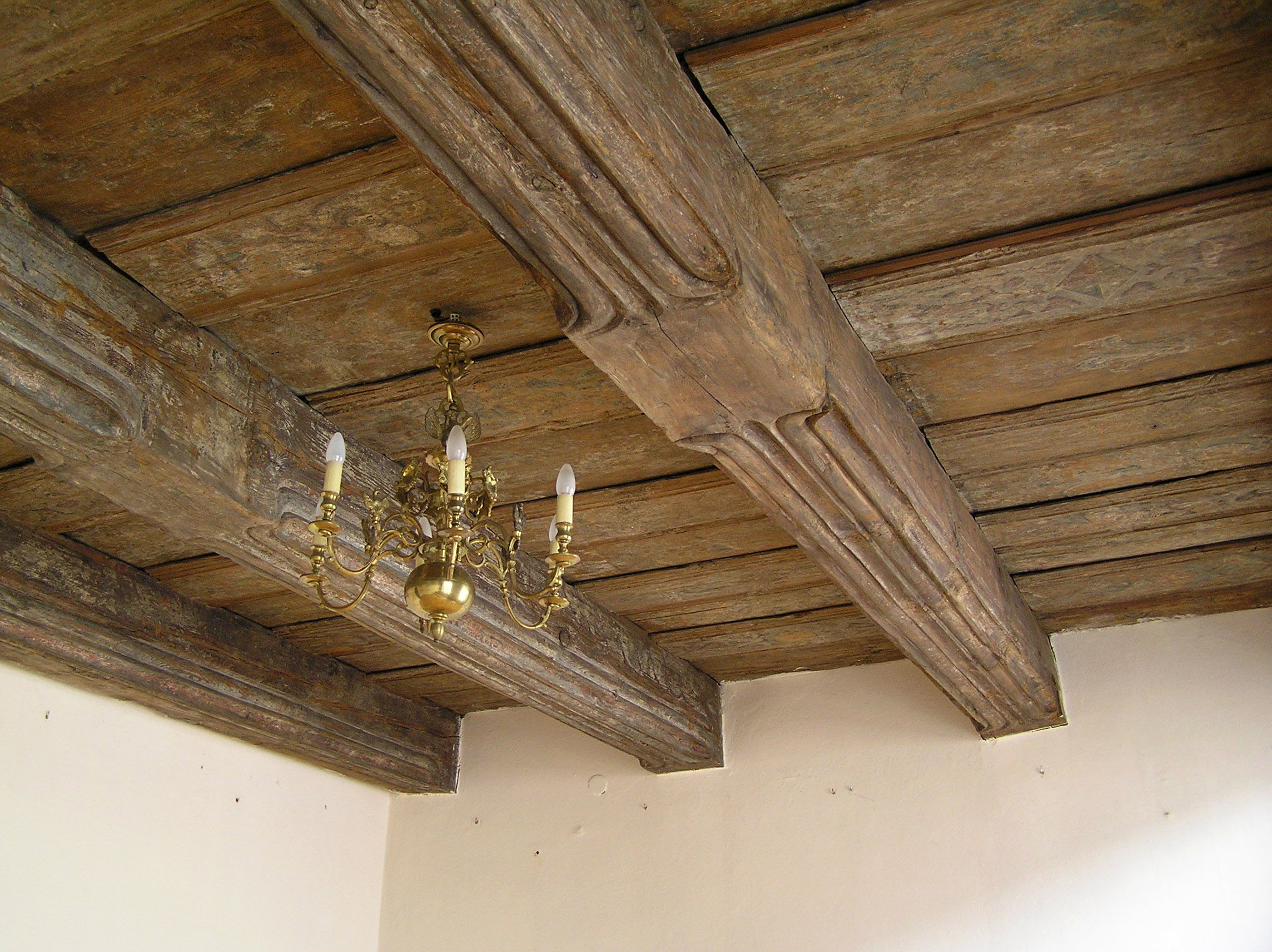
Plafond à poutres apparentes dans une maison du XVIe siècle à Thorn (Pologne).

Un plafond, dans le domaine de l'architecture, est une surface horizontale qui constitue la partie supérieure d'une pièce ou de tout lieu couvert. Il peut être fait de plâtre, de menuiserie, de matière thermoplastique ou de divers autres matériaux.

## En menuiserie-charpenterie traditionnelle
Dans le plancher traditionnel, le plafond n’était que l’apparence de la construction vraie du plancher, qui se composait de poutres et de solives apparentes, plus ou moins richement moulurées et même sculptées. Ces plafonds figuraient ainsi des parties saillantes et d’autres renfoncées, formant quelquefois des caissons ou augets que l’on décorait de profils et de peintures. Il ne reste pas en France de plafonds antérieurs au XIVe siècle, bien que nous sachions parfaitement qu’il en existait avant cette époque, puisqu’on faisait des planchers que l’on se gardait d’enduire par-dessous.

### Plafond à la française
Les plafonds à la française sont des plafonds où les poutres sont, entre autres, apparentes.

### Plafond à caissons

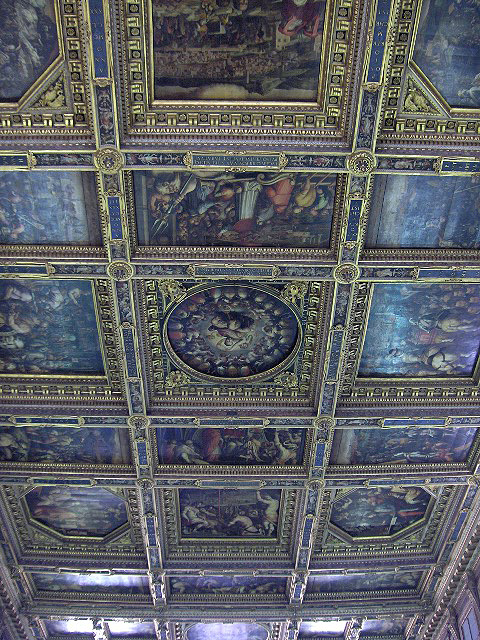
Plafond à caissons du palazzo Vecchio (Florence).

Le plafond à caissons présente des compartiments creux résultant de l'assemblage des solives ou servant à la décoration alors en staff.

#### Plafond à la fougère
Le plafond à la fougère est un mélange entre le plafond à la française et le plafond à caissons. Il se retrouve spécifiquement dans le Forez.

## Plafond en staff
Le plafond en staff est un plafond fait en moulant des décorations hors place avec du plâtre et en les assemblant en place.

## Plafond suspendu
Le plafond suspendu, ou faux plafond, est un plafond situé sous le plafond original pour diminuer la hauteur de la pièce. On l'utilise souvent pour traiter l'acoustique interne de la pièce (dans les bureaux ou les écoles par exemple), pour réduire l'espace à climatiser ou pour faire passer les gaines techniques.

## Plafond tendu
Le plafond tendu est une technique de décoration des plafonds liée à l'utilisation d'un matériau appelé communément « toile » et dérivé du polychlorure de vinyle. Né à la fin des années 1960 en Suède, le plafond tendu est importé, puis fabriqué  en France dans les années 1970.
Il s'agit d'une toile de vinyle souple extensible. La chaleur générée par un canon à air chaud permet de ramollir cette toile pour que l'installateur puisse la tendre et la fixer sur des profilés installés au périmètre de la pièce à équiper. Disponible en plus d'une centaine de couleurs, le plafond tendu se décline aussi en mat, satiné, laqué (effet miroir), effet suède, translucide rétro-éclairable. Il est aussi possible de réaliser des formes 3D avec ce type de produit.

## Hauteur sous plafond
Les grandes hauteurs de plafond sont depuis toujours réservées aux grands monuments et aux bâtiments religieux, militaires, de l'aristocratie et de la bourgeoisie. Les pièces sont alors plus difficiles à chauffer. 
Trois expériences faites par J. Meyers-Levy et al., publiées en 2007 ont porté sur l’influence des hauteurs de plafond sur la psychologie des personnes présentes. Il semble selon ce travail que le traitement des informations et les comportements de consommation puisse être influencées par la hauteur sous plafond.